# چیفته‌کوپرو (بورچکا)
چیفته‌کوپرو (به ترکی استانبولی: Çifteköprü) یک منطقهٔ مسکونی در ترکیه است که در بورچکا واقع شده‌است. چیفته‌کوپرو ۳۱۱ نفر جمعیت دارد.